# تيغيسي
بلدية تيغيسي (بالإسبانية: Teguise) هي بلدية تقع في مقاطعة لاس بالماس التابعة لمنطقة جزر الكناري جنوب غرب إسبانيا.

## الديموغرافيا
بلغ عدد سكان بلدية تيغيسي 20.788 نسمة عام 2011 (وفقاً للمعهد الوطني للإحصاء الإسباني).
| 8.691 | 11.534 | 13.714 | 15.824 | 17.688 | 19.418 | 20.788 |

## معرض صور

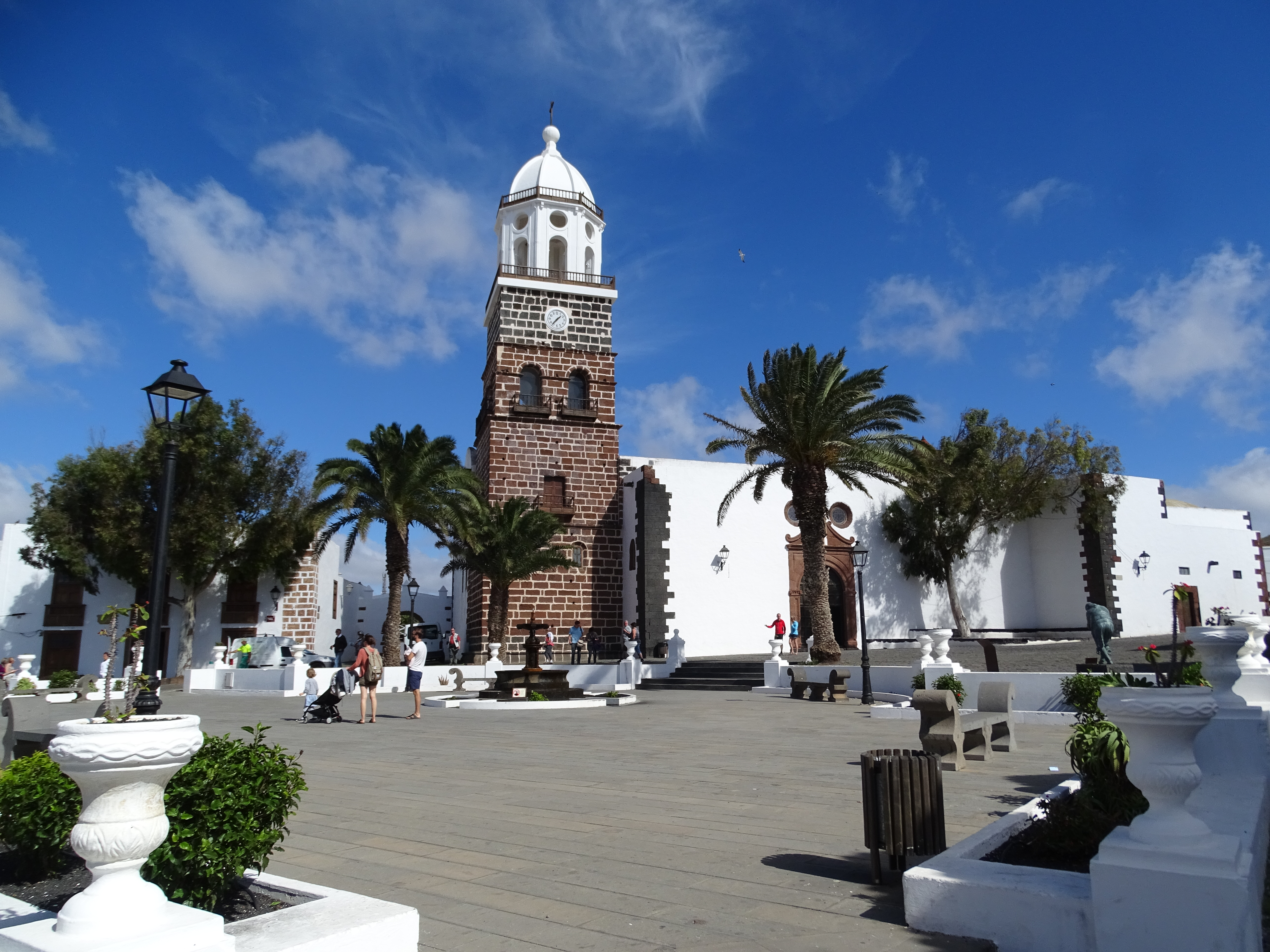
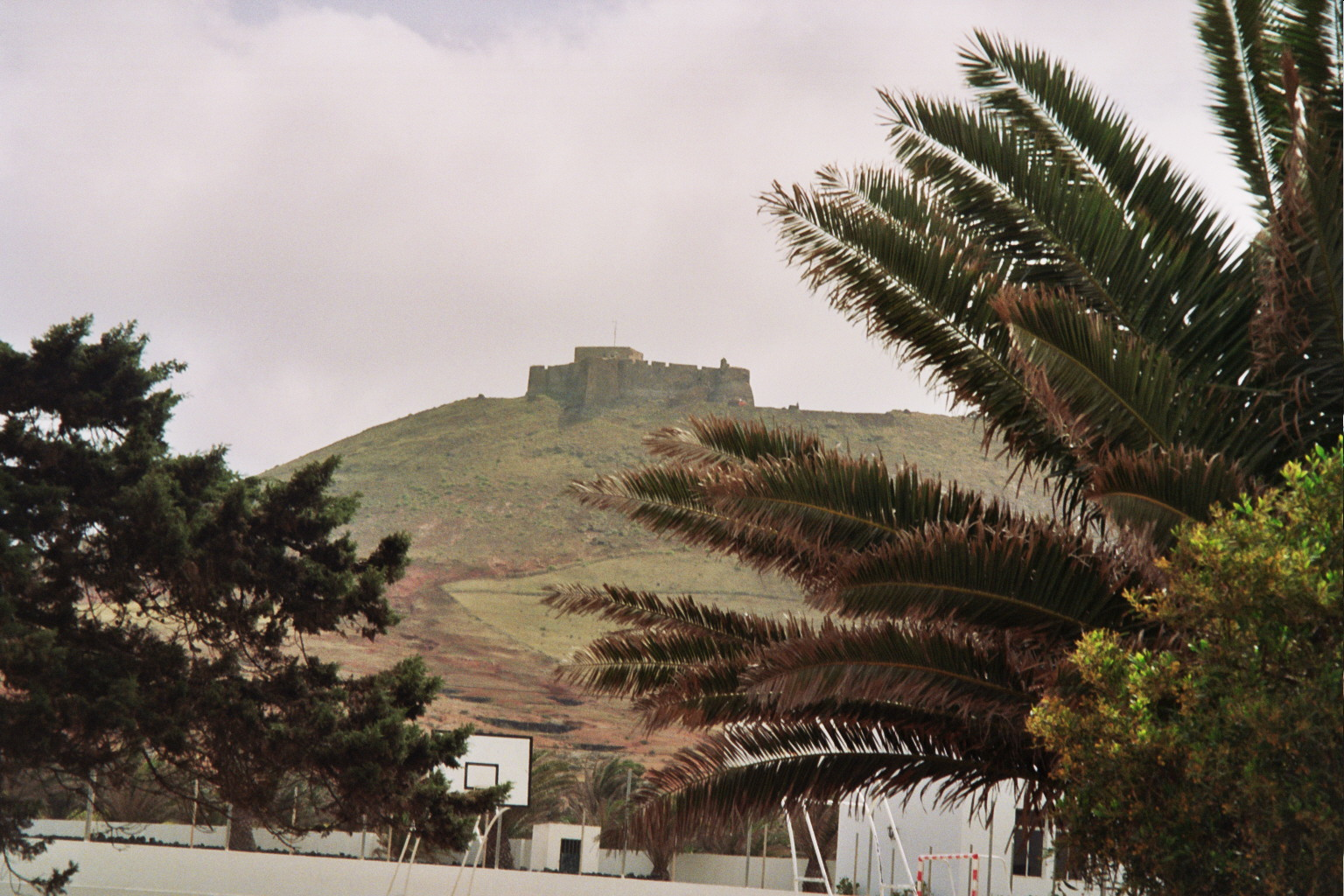
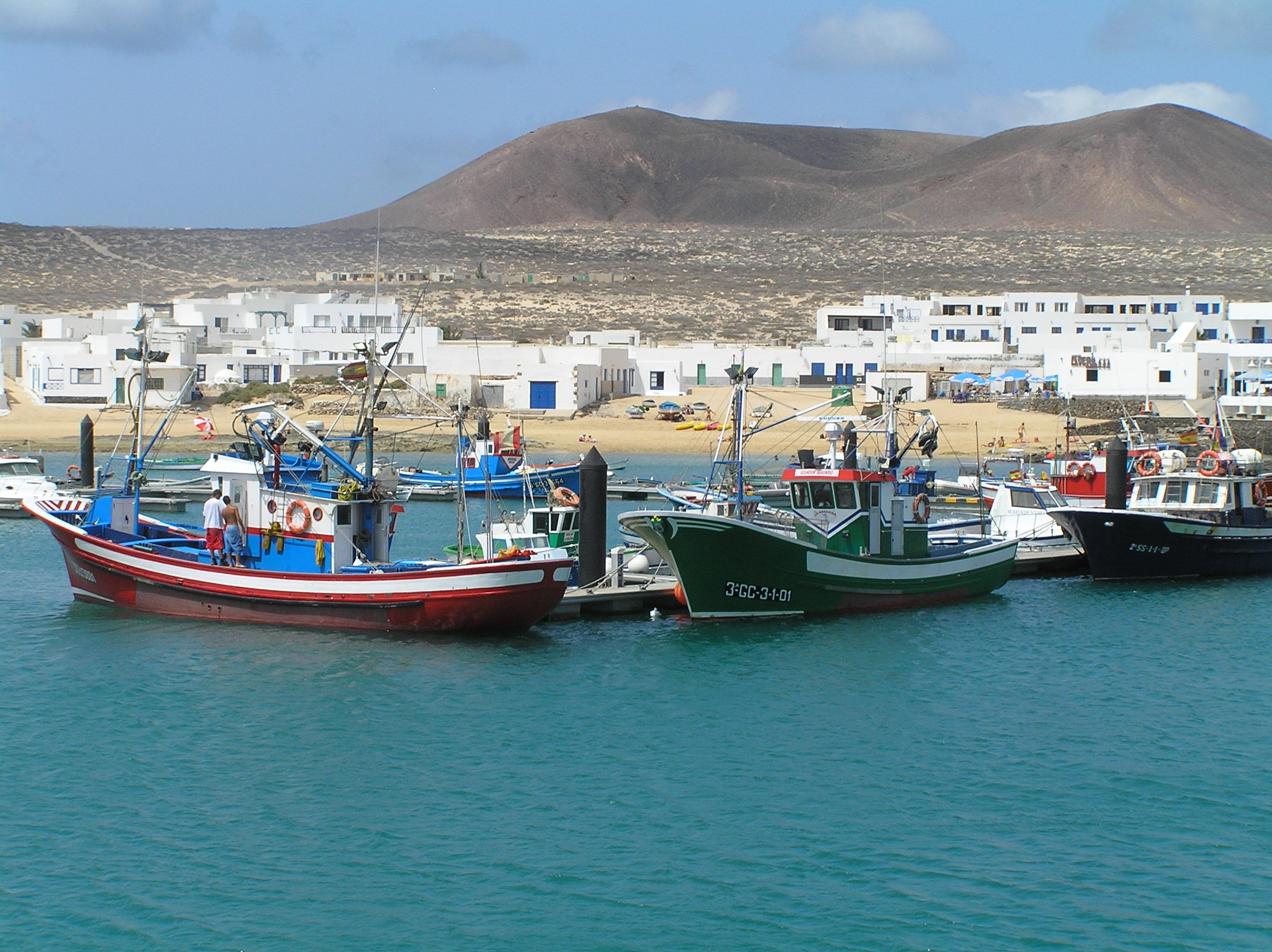
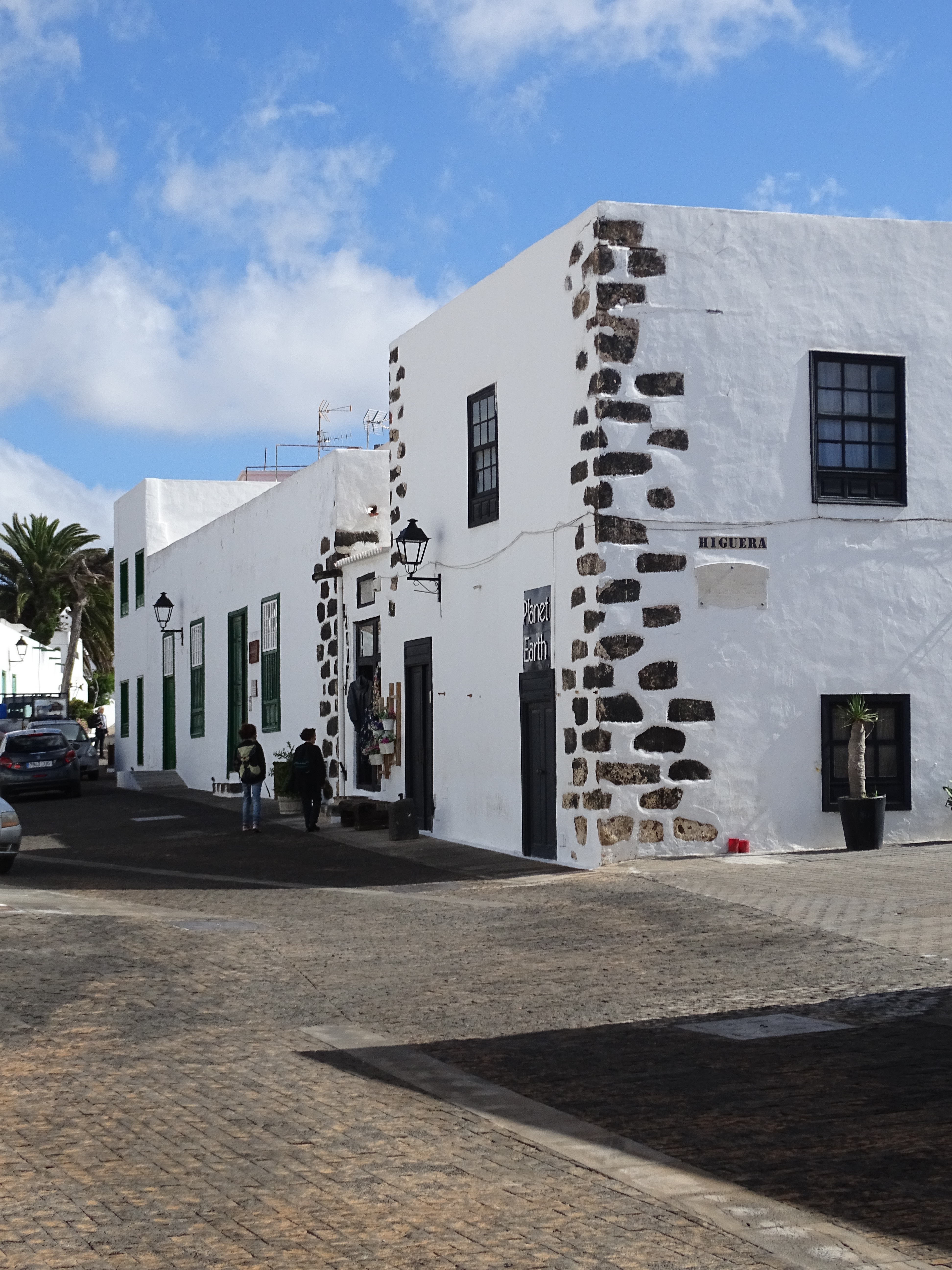
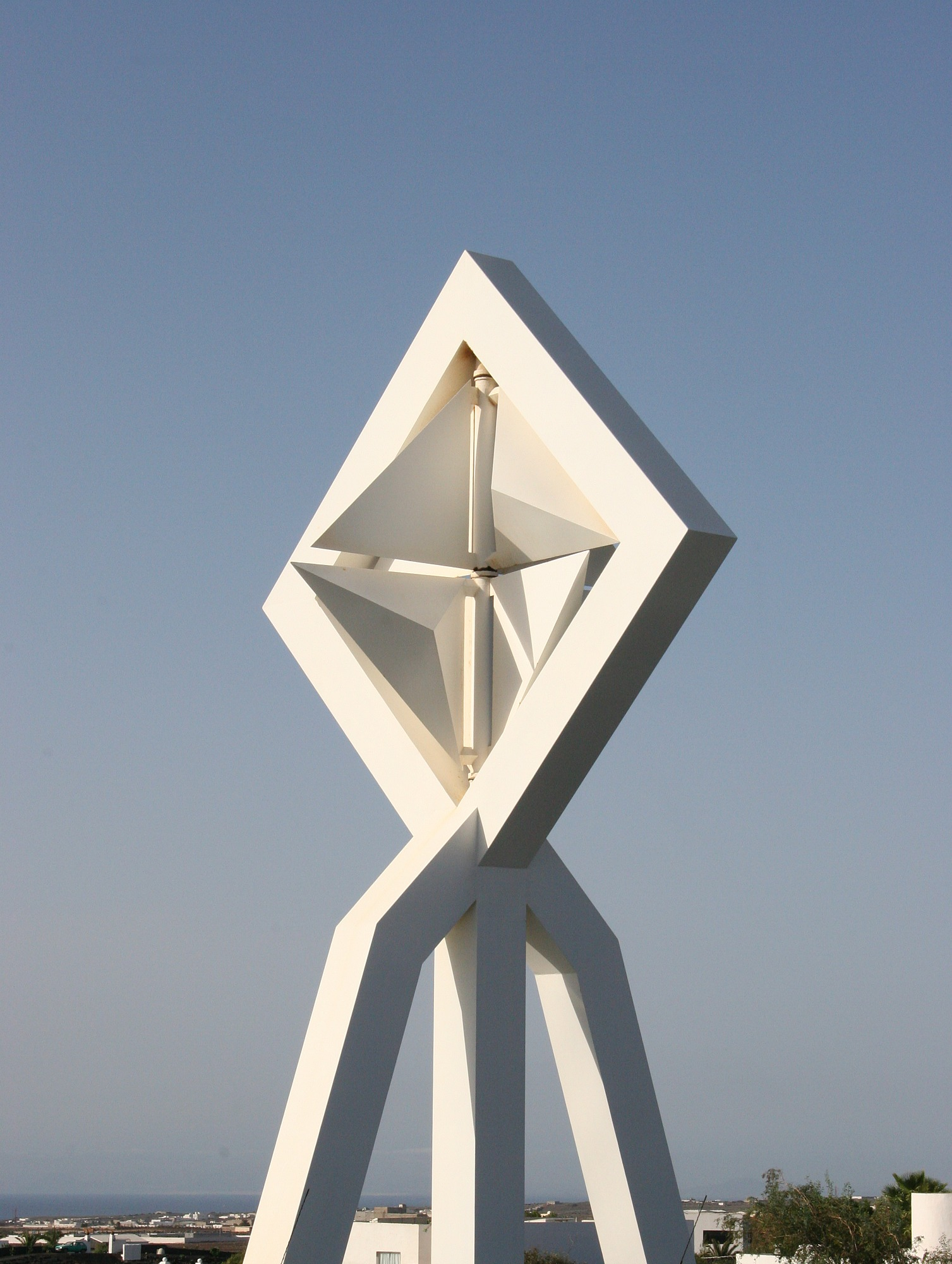